# لنکوس (آیووا)
لنکوس (به انگلیسی: Lenox) شهری در ایالت آیووا کشور ایالات متحده آمریکا است که جمعیت آن در سرشماری سال ۲۰۱۰ میلادی، ۱٬۴۰۷ نفر بوده‌است.